# Ray Allen
Walter Ray Allen (ur. 20 lipca 1975 w Merced) – amerykański koszykarz występujący na pozycji rzucającego obrońcy. Mistrz NBA z Boston Celtics w sezonie 2007/2008 i z Miami Heat w sezonie 2012/2013.

## Dzieciństwo i college
W wieku 10 lat wstąpił do ligi w Edwards Air Force Base w Kalifornii, gdzie w tym czasie przebywał ze swoimi rodzicami. Umiejętności Raya zaczęły szybko wzrastać pod okiem Phila Pleasanta, który był sąsiadem Allenów i prowadził ligę młodych koszykarzy. W wieku 12 lat Ray zaczął chodzić na dodatkowe zajęcia związane z koszykówką. W wieku 15 lat, mierzył już 188 cm wzrostu. Rozpoczął wtedy naukę w szkole średniej w Hillcrest. W pierwszym roku pod okiem trenera Jamesa Smitha osiągnął średnio 18 punktów na mecz. W klasie 11 (2 klasa liceum) stał się niezwykle popularny. Był najbardziej znanym uczniem Hillcrest High School. Był idealnym liderem nie tylko na boisku ale także poza nim. Wiosną 1993, kiedy zakończył sezon juniorski w szkole średniej, jego długoletnia dziewczyna Rosalinda Ramsey, zaszła w ciążę. Aby zapewnić dogodne warunki do życia dla swojego dziecka potrzebował nauki w college'u. Jedynym wyjściem dla Raya było uzyskanie stypendium koszykarskiego. W 1993 jego dziewczyna zamieszkała z rodzicami Raya, podczas gdy on studiował na uniwersytecie w Connecticut.
Dla Huskies grał w latach 1993-96, dokąd wziął go trener Karl Hobbs. Podczas swojej gry na uniwersytecie, w 1995 został wybrany do składu All-American i otrzymał nagrodę dla najlepszego sportowca roku. W ostatnim roku gry dla UConn trafił do pierwszej piątki najlepszych graczy całego kraju i dostał nagrodę dla najlepszego zawodnika konferencji Big East. W swojej karierze na tej uczelni zdobył 1922 punkty, co jest trzecim wynikiem w jej historii, a 115 celnych rzutów za trzy punkty w rozgrywkach 1995-96 to niepobity do dzisiaj rekord.
W drafcie w 1996 Allen został wybrany z 5. numerem przez Minnesota Timberwolves, jednak nigdy nie zagrał w tym klubie. Trafił od razu w dniu draftu do Milwaukee Bucks w ramach wymiany ze Stephona Marbury'ego.

## Kariera w NBA

### Milwaukee Bucks (1996–2003)
W swoim pierwszym sezonie w NBA, Allen został wybrany do grona najlepszych debiutantów. Zagrał w meczu najlepszych debiutantów podczas weekendu gwiazd. Wystąpił też w konkursie wsadów, w którym zajął czwarte miejsce. Po sezonie został wybrany do drugiej piątki najlepszych pierwszoroczniaków ligi. Wyszedł w pierwszej piątce w 81 z 82 rozegranych spotkań, zdobywając średnio 13,4 punktu, 4 zbiórki i 2,6 asysty. Trafił też 117 rzutów za trzy punkty, co miało stać się jego znakiem rozpoznawczym.
Przed kolejnym sezonem władze Milwaukee Bucks oddały w wymianie do Seattle Supersonics Vina Bakera, który był najlepszym ich zawodnikiem w poprzednich sezonach. Drużynę zasilił wtedy między innymi Terrell Brandon, ale wiadomo też było, że rola Allena zrobi się większa. W swoich drugich rozgrywkach został drugim strzelcem zespołu za Glennem Robinsonem, zdobywając średnio 19,5 punktu na mecz. Dokładał do tego 4,9 zbiórki i 4,3 asysty. Kolejny raz rozegrał wszystkie mecze sezonu zasadniczego, ale ponownie nie awansował do play-off.
Przed trzecim sezonem Allena, w lidze doszło do lokautu. Rozgrywki rozpoczęły się dopiero w styczniu 1999. W drużynie zaszły kolejne zmiany. W marcu Bucks dokonali wymiany z New Jersey Nets i Minnesota Timberwolves, dzięki której ich szeregi zasilił Sam Cassell, były dwukrotny mistrz NBA z Houston Rockets. W takim składzie Bucks pierwszy raz od sezonu 1990/91 awansowali do play-off. Tam jednak gładko przegrali 0-3 z Indiana Pacers. Pod względem indywidualnym był to krok wstecz dla Allena. W każdej kategorii statystycznej zaliczył regres. W punktach było to 17,1, w zbiórkach 4,2, a w asystach 3,6. Przedłużył swoją serię nieprzerwanych występów w NBA do 214, nie opuszczając ani jednego spotkania od początku kariery.
Przed tymi rozgrywkami Allen podpisał nowy kontrakt. Dzięki niemu już w pierwszym sezonie rozgrywek otrzymał 9 milionów dolarów. W kolejnych lata ta kwota miała rosnąć o 1,15 miliona rocznie. Razem z nową umową, Allen otrzymał rolę lidera drużyny. Stał się jej najlepszym strzelcem, rzucając średnio 22,1 punktu na mecz. Tak dobra gra nie została przeoczona. Allen został wybrany pierwszy raz do udziału w meczu gwiazd, w którym zagrał 17 minut, zdobywając 14 punktów. Wystąpił także w konkursie rzutów za 3 punkty. Milwaukee Bucks ponownie awansowali do play-off, w których ponownie trafili na Indiana Pacers. Udało im się wygrać dwa spotkania, ale ostatecznie przegrali 2-3. W ostatnim piątym meczu Allen zagrał słabo, trafiając tylko 6 z 21 rzutów z gry, co było bardzo bolesne dla zespołu, gdyż przegrał różnicą tylko 1 punktu.
Te rozgrywki były bardzo udane dla Milwaukee Bucks. Wygrali 52 mecze, zdobyli mistrzostwo Central Division, a w play-off doszli do finału Konferencji Wschodniej. Tam przegrali 3-4 z Philadelphia 76ers. Dla Allena był to najlepszy jak do tego momentu sezon. Zdobywał średnio 22 punkty, 5,2 zbiórki i 4,6 asysty. Trafiał też 43,3% rzutów za 3 punkty, zajmując 8. miejsce w tej kategorii w lidze. Drugi raz z rzędu zagrał w meczu gwiazd, zdobywając 15 punktów, a także wygrał konkurs rzutów za 3 punkty. Po sezonie został wybrany do trzeciej piątki NBA. W głosowaniu na nagrodę MVP zajął 11. miejsce.
Sezon 2001/02 był pierwszym w karierze Allena, w którym opuścił jakiekolwiek mecze z powodu kontuzji. Bucks zanotowali zdecydowany spadek formy, wygrywając tylko 41 meczów. To nie dało im awansu do play-off. Dla Allena był to kolejny udany sezon. Zdobywał średnio 21,4 punktu, dokładał do tego 4,4 punktu i 3,9 asysty. Trafiał też najlepsze w karierze 43,4% rzutów za 3 punkty. Jego 229 celnych „trójek” było rekordem sezonu. Zagrał trzeci raz z rzędu w meczu gwiazd, a także w konkursie rzutów za 3 punkty.

### Seattle SuperSonics (2003–2007)

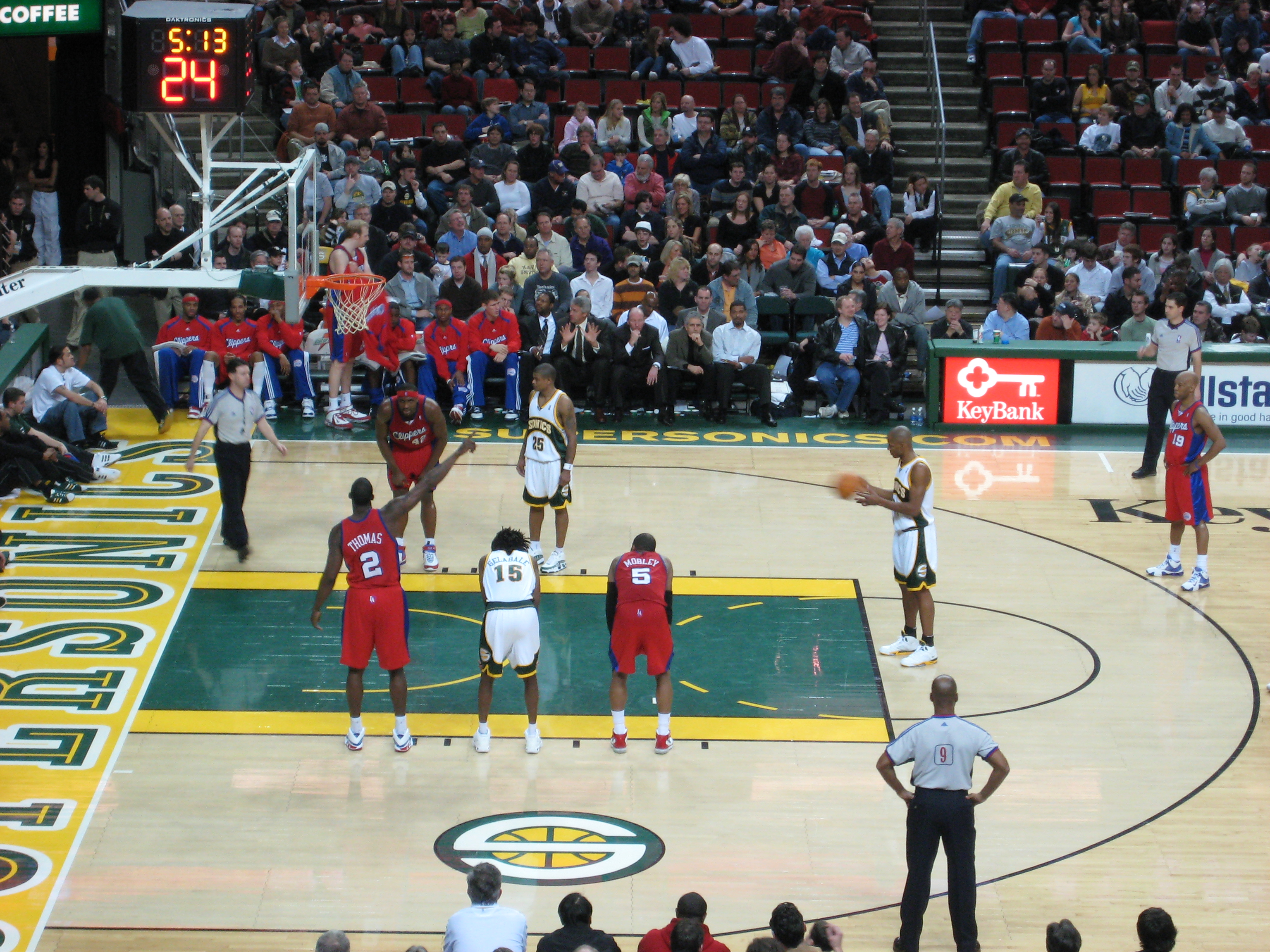
Allen wykonujący rzut wolny.

W połowie sezonu Allen został wymieniony do Seattle Supersonics razem z Ronaldem Murrayem i Kevinem Ollie w zamian za Gary’ego Paytona i Desmonda Masona. W nowej drużynie pobił rekord życiowy pod względem zdobywanych punktów. Rzucał w nowych barwach średnio 24.5 punktu na mecz i dokładał 5.6 zbiórki i 5.9 asysty. Sonics nie awansowali do play-off, a dla Allena pomimo tak dobrych wyników zabrakło miejsca w składzie meczu gwiazd.
Rozgrywki stały pod znakiem kontuzji dla Allena. Zagrał zaledwie w 56 meczach, co przyczyniło się do słabego sezonu Seattle Supersonics, którzy nie awansowali do play-off. Allen zagrał w meczu gwiazd, zdobywał średnio 23.0 punkty, 5.1 zbiórki i 4.8 asysty na mecz.
Ten sezon był bardzo ważny dla Allena, bo po nim miał zostać wolnym agentem. Allen poprowadził Sonics do bilansu 52-30, co oznaczało mistrzostwo Northwest Division. W play-off w pierwszej rundzie pokonali 4-1 Sacramento Kings, a w drugiej przegrali 2-4 z San Antonio Spurs. Allen zdobywał 23.9 punktu, notował przy tym 4.4 zbiórek i 3.7 asyst. Wystąpił ponownie w meczu gwiazd i konkursie rzutów za 3 punkty. Po sezonie został wybrany do drugiej piątki NBA, a w głosowaniu na MVP rozgrywek zajął 9. miejsce. Tak dobra postawa zaowocowała nowym 5-letnim kontraktem, dzięki któremu Allen zarobił 80 milionów dolarów.
Sonics nie powtórzyli tak dobrego sezonu, jak rok wcześniej. Przed sezonem z zespołu odszedł trener Nate McMillan, a zastąpił go Bob Weiss, którego w trakcie rozgrywek zamienił Bob Hill. Żaden z nich nie podołał zadaniu i drużyna z Seattle nie awansowała do play-off, wygrywając tylko 35 meczów w sezonie. Allen zdobywał rekordowe w karierze 25.1 punktu na mecz. Pobił rekord Dennisa Scotta pod względem liczby celnych rzutów za 3 punkty w jednym sezonie, zaliczając 269 trafień.
Sezon 2006/07 był najlepszym w wykonaniu Allena w jego karierze. Rzucał średnio 26.4 punktu na mecz, dokładał do tego 4.5 zbiórki i 4.1 asysty na mecz. Z powodu kontuzji kostki zagrał tylko w 55 meczach sezonu. 12 stycznia 2007 pobił rekord kariery, rzucając 54 punkty w meczu przeciwko Denver Nuggets.

### Boston Celtics (2007–2012)

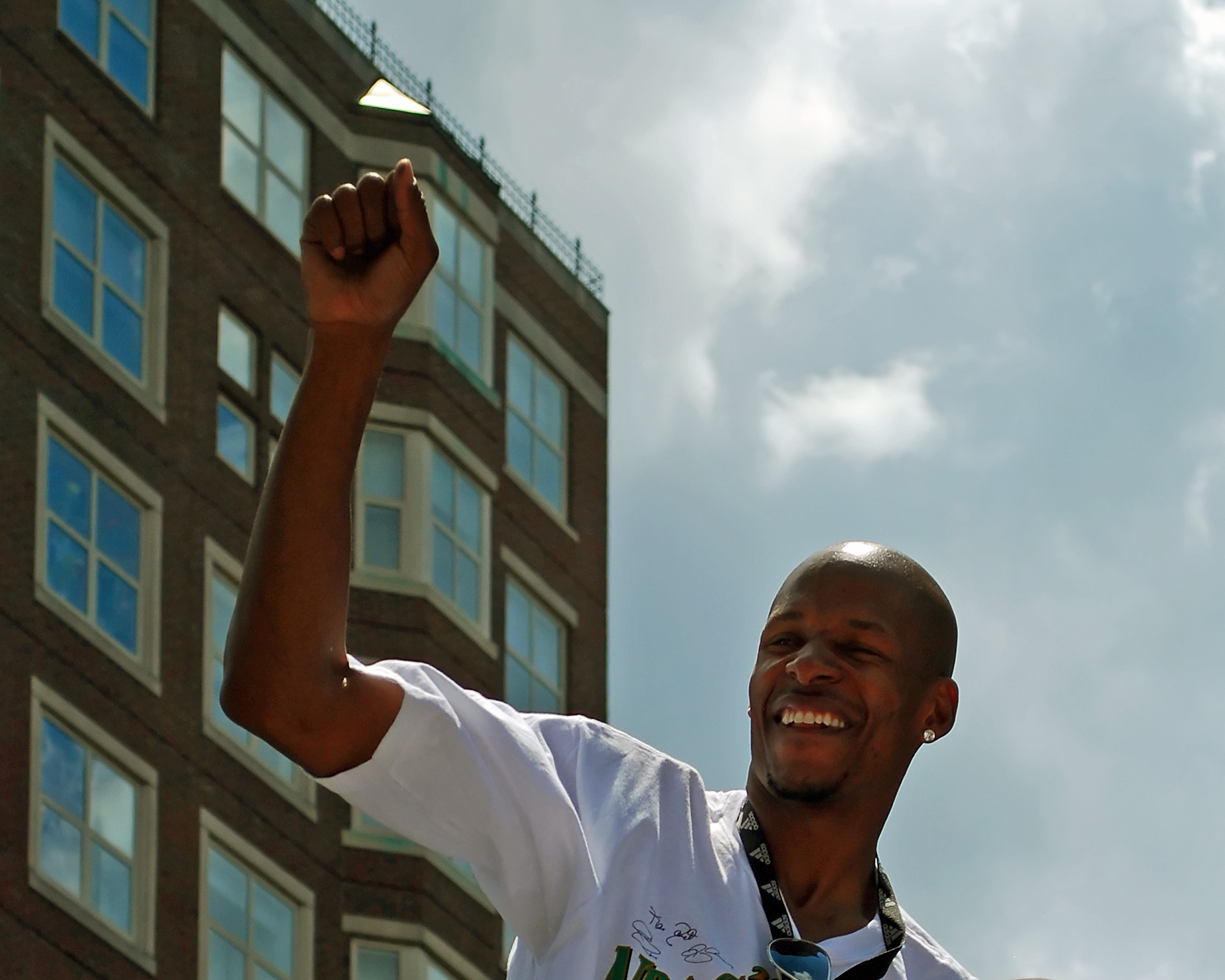
Allen po zdobyciu mistrzostwa z Celtics.

28 czerwca 2007 Sonics wymienili Allena i wybranego w drafcie z 35. numerem Glena Davisa do Boston Celtics w zamian za Delonte Westa, Wally Szczerbiaka, a także wybranego z 5. numerem draftu Jeffa Greena. 4 listopada 2007 Allen przekroczył granicę 17 000 zdobytych punktów w meczu przeciwko Toronto Raptors. Zakończył to spotkanie trafiając zwycięski rzut za 3 punkty w końcówce meczu.
13 lutego 2008 David Stern nominował Allena do zastąpienia w meczu gwiazd kontuzjowanego Carona Butlera z Washington Wizards. Allen przyczynił się do wygranej, zdobywając 14 punktów w ciągu zaledwie 2 i pół minuty w czwartej kwarcie, ale w głosowaniu na MVP meczu przegrał z LeBronem Jamesem.
Boston Celtics zakończyli sezon z bilansem 66-16 i trafili w pierwszej rundzie na Atlanta Hawks, których pokonali 4-3. W drugiej rundzie w identycznym bilansie pokonali Cleveland Cavaliers, a w finale konferencji odprawili Detroit Pistons pokonując ich 4-2. 12 czerwca 2008, w czwartym meczu finału NBA przeciwko Los Angeles Lakers, zdobył 19 punktów i zebrał 9 piłek podczas odrabiania rekordowej straty w historii finałów NBA. Celtics przegrywali już różnicą 24 punktów w drugiej kwarcie, a to punkty Allena na 16.4 sekundy przed końcem meczu pozwoliły jego drużynie dowieźć zwycięstwo do końca.

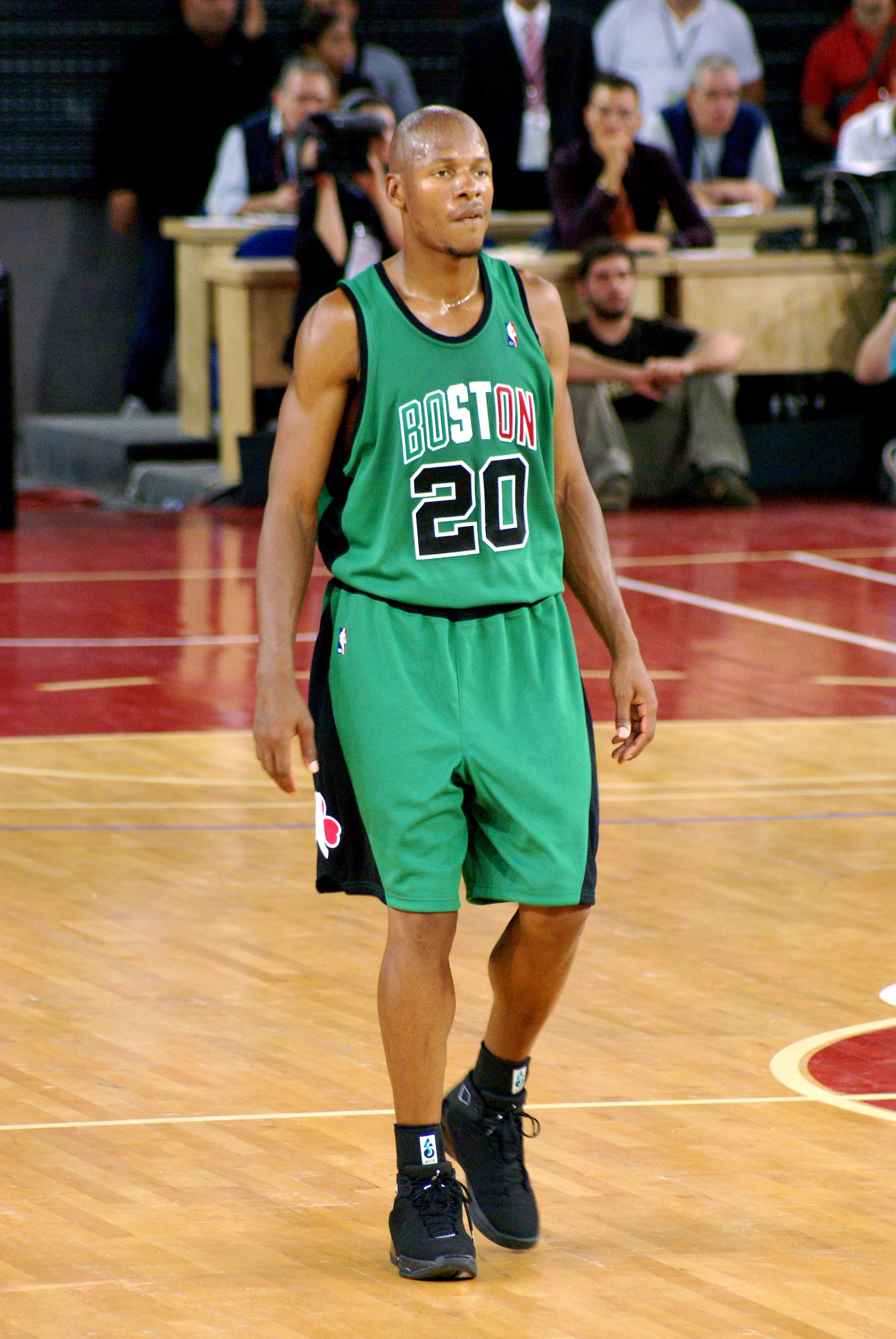
Allen w koszulce Celtics.

17 czerwca 2008 podczas szóstego meczu, Allen wyrównał rekord finałów NBA, trafiając 7 rzutów za trzy punkty. Pobił także rekord należący do Dana Majerle i Dereka Harpera liczby celnych rzutów za trzy punkty podczas serii finałowej. Allen trafił 22 razy, a poprzedni najlepszy wynik wynosił 17. Zdobył w tym meczu swój pierwszy tytuł mistrza NBA.
5 lutego 2009 Allen został wybrany do gry w meczu gwiazd, zastępując kontuzjowanego rozgrywającego Orlando Magic Jameera Nelsona. 22 lutego 2009 pobił rekord Larry’ego Birda w liczbie trafionych z rzędu rzutów wolnych.
W pierwszej rundzie play-off Celtics trafili na Chicago Bulls. W pierwszym meczu serii, przegranym przez Boston dwoma punktami, Allen trafił zaledwie 1 z 11 rzutów z gry. W drugim spotkaniu serii, Allen trafił rzut dający zwycięstwo Celtics. Rzucił w tym spotkaniu 30 punktów. W szóstym meczu serii Allen ustanowił rekord życiowy w play-off, zdobywając 51 punktów. To nie wystarczyło do wygrania tego spotkania. Ostatecznie to jednak Celtics wygrali serię 4-3.
W półfinale konferencji Celtics przegrali 3-4 z Orlando Magic. Allen nie był już tak skuteczny jak w serii z Chicago Bulls. Tylko dwukrotnie przekroczył granicę 20 zdobytych punktów.
10 grudnia 2009 w meczu przeciwko Washington Wizards, Allen zdobył 18 punktów, przekraczając jednocześnie granicę 20 000 punktów w swojej karierze w NBA jako 32. wówczas zawodnik w historii ligi. Najlepszy mecz w tamtym sezonie rozezgrał 4 kwietnia 2010 przeciwko Cleveland Cavaliers. Rzucił im 33 punkty, trafiając przy tym 6 rzutów za 3.
W pierwszej rundzie play-off Celtics trafili na Miami Heat, których dość łatwo pokonali 4-1. W drugim spotkaniu tej serii Allen był najlepszym strzelcem swojej drużyny z 25 punktami. Trafił też 7 rzutów za trzy. W półfinale Konferencji Wschodniej rywalem Boston Celtics byli Cleveland Cavaliers. Drużyna z Bostonu okazała się lepsza wygrywając 4-2, a w meczu numer 5 Allen znowu błysnął. Trafił 6 rzutów za 3 punkty, zdobywając 25 punktów i prowadząc Celtics do wysokiego zwycięstwa 120:88. Była to najwyższa porażka Cleveland Cavaliers w rozgrywkach play-off na własnym parkiecie.
W finale Konferencji Wschodniej Allen trzykrotnie przekraczał granicę 20 punktów. Celtics dość gładko wygrali serię z Orlando Magic 4-2 i awansowali po dwóch latach ponownie do finału NBA, gdzie mieli się zmierzyć z Los Angeles Lakers. Po przegraniu pierwszego spotkania, w którym Allen rzucił 12 punktów, w drugim doszło do eksplozji jego talentu. W samej pierwszej połowie trafił 7 rzutów za 3 punkty, co pozwoliło mu pobić rekord należący do Michaela Jordana w liczbie celnych trójek w ramach jednej połowy w finale NBA. W drugiej połowie meczu dołożył jeszcze jedno trafienie, dzięki czemu pobił wyczyn Scottiego Pippena i Kenny’ego Smitha, którzy trafiali w finale siedmiokrotnie w jednym meczu. Łącznie zdobył 32 punkty, prowadząc Boston Celtics do wygranej. W następnym spotkaniu był bliski wyrównania niechlubnego rekordu finałów. Spudłował wszystkie 13 rzutów z gry, w tym 8 za 3 punkty. Zabrakło mu jednego pudła, by stać się rekordzistą. W pozostałych meczach finału Allen nie wyróżnił się ani świetnym, ani fatalnym meczem. Ostatecznie mistrzem zostali Los Angeles Lakers, którzy wygrali tę serię 4-3.

#### Ostatnie lata Big Three
Po rozgrywkach 2009/10 Allen został wolnym agentem. Po tygodniu negocjacji podpisał nowy, dwuletni kontrakt z Boston Celtics, dzięki któremu zarobił 20 milionów dolarów. Najważniejszym wydarzeniem tego sezonu było dla niego wyprzedzenie w liczbie celnych rzutów za 3 punkty w historii Reggiego Millera. Allen dokonał tego 10 lutego 2011 w przegranym spotkaniu z Los Angeles Lakers. W tym sezonie Allen ponownie zagrał w meczu gwiazd i wystąpił w konkursie rzutów za 3 punkty.
W pierwszej rundzie play-off Celtics trafili na New York Knicks, z którymi łatwo wygrali 4-0. W trzecim meczu serii Allen zdobył 32 punkty, trafiając ośmiokrotnie za 3 punkty. W półfinale konferencji lepsi od Celtics okazali się Miami Heat, wygrywając tę serię 4-1.
Przed nowym sezonem Allen skorzystał z zapisu w swoim kontrakcie i automatycznie go przedłużył o kolejny rok, zapewniając sobie zarobki na poziomie 10 milionów dolarów rocznie. Z powodu kontuzji opuścił w tym sezonie 20 meczów. Pod względem statystycznym był to jego najgorszy sezon od czasu debiutanckich rozgrywek. W końcówce sezonu stracił nawet miejsce w pierwszej piątce na korzyść Avery’ego Bradleya.
W pierwszej rundzie play-off Celtics okazali się lepsi 4-2 od Atlanta Hawks. Allen grał dopiero od trzeciego spotkania tej serii. Całe rozgrywki play-off były dla niego mało udane. Rzucał tylko 10.7 punktów na mecz, a jego skuteczność rzutowa była najgorsza w karierze. Z gry trafiał 39.5% rzutów, za 3 punkty 30.4%, a z linii rzutów osobistych zaledwie 71.1%, czyli blisko 20% mniej niż jego średnia z kariery. W drugiej rundzie po 7 meczach Celtics wyeliminowali Philadelphia 76ers, a Allen wrócił do pierwszej piątki po kontuzji kończącej sezon Avery’ego Bradleya. Celtics przegrali ostatecznie w finale konferencji wschodniej 3-4 z Miami Heat.

### Miami Heat (2012–2014)
Allen odrzucił propozycję nowego dwuletniego kontraktu od Boston Celtics o wartości 12 milionów dolarów i przyjął ofertę Miami Heat, dzięki której zarobi w pierwszym roku umowy 3 miliony dolarów. Podczas swojego pierwszego sezonu w barwach Miami Heat, Allen notował średnio 10,9 punktu przy skuteczności 88,6% z linii rzutów wolnych podczas 25,8 minuty gry. 25 kwietnia 2013, podczas trzeciego meczu pierwszej rundy przeciwko Milwaukee Bucks, Allen trafił swój 322. rzut za 3 punkty w karierze play-off, wyprzedzając Reggiego Millera na pierwszym miejscu w historii ligi w tej kategorii statystycznej.
W szóstym meczu finałów NBA przeciwko San Antonio Spurs Allen trafił ważny rzut za 3 punkty na 5 sekund przed końcem meczu, dający jego drużynie remis, a w konsekwencji wygraną dogrywkę. Heat odrobili w końcówce 10 punktów straty z końca trzeciej kwarty, a po dogrywce zwyciężyli 103:100, doprowadzając do rozegrania siódmego meczu. W samej dogrywce kolejny raz odegrał bardzo ważną rolę. Przy wyniku 101:100 zanotował przechwyt piłki, po czym został sfaulowany. Trafił oba rzuty wolne, ustalając końcowy wynik meczu.
29 czerwca 2013 skorzystał z zapisu w swoim kontrakcie i przedłużył jego obowiązywanie na sezon 2013-14. Zagwarantował sobie dzięki temu 3,23 miliona dolarów. W sezonie zasadniczym rozegrał 73 mecze, a 9 z nich rozpoczynał w pierwszej piątce. Notował średnio 9,6 punktu i trafiał 37% rzutów za 3 punkty. W trakcie play-off zanotował bardzo dobry występ w czwartym meczu półfinału konferencji z Brooklyn Nets. Zdobył wtedy 19 punktów, trafiając cztery rzuty za 3 punkty. Równie dobrze zaprezentował się w trzecim meczu finału konferencji z Indiana Pacers. Po dość słabym początku, trafił wszystkie 4 próby za 3 punkty w czwartej kwarcie, przyczyniając się do zwycięstwa, dającego Heat prowadzenie 2-1 w serii.

## Osiągnięcia
Na podstawie, o ile nie zaznaczono inaczej.
NCAA
- Uczestnik rozgrywek:
  - Elite Eight turnieju NCAA (1995)
  - Sweet Sixteen turnieju NCAA (1994–1996)
- Mistrz:
  - turnieju konferencji Big East (1996)
  - sezonu regularnego Big East (1994–1996)
- Zawodnik roku:
  - NCAA według United Press International (1996)[32]
  - konferencji Big East (1996)[33]
- Most Outstanding Player (MOP=MVP) turnieju Great Alaska Shootout (1996)
- Zaliczony do:
  - I składu:
    - All-American (1996)
    - Big East (1995, 1996)
    - turnieju Big East (1995, 1996)
    - debiutantów Big East (1994)

  - III składu All-American (1995)

NBA
- Mistrz NBA (2008, 2013)
- Wicemistrz NBA (2010, 2014)
- Zwycięzca konkursu rzutów za 3 punkty NBA (2001)
- Laureat:
  - NBA Sportsmanship Award (2003)[34]
  - PBWA Magic Johnson Award (2001)
- Uczestnik:
  - meczu gwiazd NBA (2000–2002, 2004–2007[a], 2008[b], 2009[c], 2011)
  - Rookie Challenge (1997)
  - konkursu:
    - wsadów NBA (1997)
    - rzutów za 3 punkty (2000, 2001, 2002, 2005, 2006, 2011)
- Zaliczony do:
  - II składu:
    - NBA (2005)
    - debiutantów NBA (1997)[37]

  - III składu NBA (2001)
  - składu najlepszych zawodników w historii NBA z okazji obchodów 75-lecia istnienia ligi (2021)[38]
- Zawodnik tygodnia (15.04.2001, 4.11.2001, 13.01.2002, 2.03.2003, 11.01.2004, 14.11.2004, 27.03.2005)
- Lider play-off w:
  - skuteczności rzutów za 3 punkty (2011)[39]
  - liczbie celnych rzutów za 3 punkty (2001, 2008, 2010)[40]

Reprezentacja
- Mistrz:
  - olimpijski (2000)
  - Ameryki (2003)
  - uniwersjady (1995)
- Koszykarz Roku według USA Basketball (1995)

Inne
- Wybrany do Koszykarskiej Galerii Sław im. Jamesa Naismitha (2018)[41]

## Statystyki
Na podstawie Ray Allen Statistics. Basketball-Reference.com. [dostęp 2019-11-18]. (ang.).

### Sezon regularny
| Sezon   | Drużyna | M    | S5   | MPG  | FG%   | 3P%   | FT%   | RPG | APG | SPG | BPG | PPG  |
| ------- | ------- | ---- | ---- | ---- | ----- | ----- | ----- | --- | --- | --- | --- | ---- |
| 1996/97 | Bucks   | 82   | 81   | 30,9 | 43,0% | 39,3% | 82,3% | 4,0 | 2,6 | 0,9 | 0,1 | 13,4 |
| 1997/98 | Bucks   | 82   | 82   | 40,1 | 42,8% | 36,4% | 87,5% | 4,9 | 4,3 | 1,4 | 0,1 | 19,5 |
| 1998/99 | Bucks   | 50   | 50   | 34,4 | 45,0% | 35,6% | 90,3% | 4,2 | 3,6 | 1,1 | 0,1 | 17,1 |
| 1999/00 | Bucks   | 82   | 82   | 37,4 | 45,5% | 42,3% | 88,7% | 4,4 | 3,8 | 1,3 | 0,2 | 22,1 |
| 2000/01 | Bucks   | 82   | 82   | 38,2 | 48,0% | 43,3% | 88,8% | 5,2 | 4,6 | 1,5 | 0,2 | 22,0 |
| 2001/02 | Bucks   | 69   | 67   | 36,6 | 46,2% | 43,4% | 87,3% | 4,5 | 3,9 | 1,3 | 0,3 | 21,8 |
| 2002/03 | Bucks   | 47   | 46   | 35,8 | 43,7% | 39,5% | 91,3% | 4,6 | 3,5 | 1,2 | 0,2 | 21,3 |
| 2002/03 | Sonics  | 29   | 29   | 41,3 | 44,1% | 35,1% | 92,0% | 5,6 | 5,9 | 1,6 | 0,1 | 24,5 |
| 2003/04 | Sonics  | 56   | 56   | 38,4 | 44,0% | 39,2% | 90,4% | 5,1 | 4,8 | 1,3 | 0,2 | 23,0 |
| 2004/05 | Sonics  | 78   | 78   | 39,3 | 42,8% | 37,6% | 88,3% | 4,4 | 3,7 | 1,1 | 0,1 | 23,9 |
| 2005/06 | Sonics  | 78   | 78   | 38,7 | 45,4% | 41,2% | 90,3% | 4,3 | 3,7 | 1,3 | 0,2 | 25,1 |
| 2006/07 | Sonics  | 55   | 55   | 40,3 | 43,8% | 37,2% | 90,3% | 4,5 | 4,1 | 1,5 | 0,2 | 26,4 |
| 2007/08 | Celtics | 73   | 73   | 35,9 | 44,5% | 39,8% | 90,7% | 3,7 | 3,1 | 0,9 | 0,2 | 17,4 |
| 2008/09 | Celtics | 79   | 79   | 36,4 | 48,0% | 40,9% | 95,2% | 3,5 | 2,8 | 0,9 | 0,2 | 18,2 |
| 2009/10 | Celtics | 80   | 80   | 35,2 | 47,7% | 36,3% | 91,3% | 3,2 | 2,6 | 0,8 | 0,3 | 16,3 |
| 2010/11 | Celtics | 80   | 80   | 36,1 | 49,1% | 44,4% | 88,1% | 3,4 | 2,7 | 1,0 | 0,2 | 16,5 |
| 2011/12 | Celtics | 46   | 42   | 34,0 | 45,8% | 45,3% | 91,5% | 3,1 | 2,4 | 1,1 | 0,2 | 14,2 |
| 2012/13 | Heat    | 79   | 0    | 25,8 | 44,9% | 41,9% | 88,6% | 2,7 | 1,7 | 0,8 | 0,2 | 10,9 |
| 2013/14 | Heat    | 73   | 9    | 26,5 | 44,2% | 37,5% | 90,5% | 2,8 | 2,0 | 0,7 | 0,1 | 9,6  |
| Razem   |         | 1300 | 1149 | 35,6 | 45,2% | 40,0% | 89,4% | 4,1 | 3,4 | 1,1 | 0,2 | 18,9 |

### Play-offy
| Sezon | Drużyna | M   | S5  | MPG  | FG%   | 3P%   | FT%   | RPG | APG | SPG | BPG | PPG  |
| ----- | ------- | --- | --- | ---- | ----- | ----- | ----- | --- | --- | --- | --- | ---- |
| 1999  | Bucks   | 3   | 3   | 40,0 | 53,2% | 47,4% | 61,5% | 7,3 | 4,3 | 1,0 | 0,3 | 22,3 |
| 2000  | Bucks   | 5   | 5   | 37,2 | 44,4% | 38,5% | 90,9% | 6,6 | 2,6 | 1,6 | 0,0 | 22,0 |
| 2001  | Bucks   | 18  | 18  | 42,7 | 47,7% | 47,9% | 91,9% | 4,1 | 6,0 | 1,3 | 0,6 | 25,1 |
| 2005  | Sonics  | 11  | 11  | 39,6 | 47,4% | 37,8% | 88,9% | 4,3 | 3,9 | 1,3 | 0,4 | 26,5 |
| 2008  | Celtics | 26  | 26  | 38,0 | 42,8% | 39,6% | 91,3% | 3,8 | 2,7 | 0,9 | 0,3 | 15,6 |
| 2009  | Celtics | 14  | 14  | 40,4 | 40,3% | 35,0% | 94,8% | 3,9 | 2,6 | 1,1 | 0,4 | 18,3 |
| 2010  | Celtics | 24  | 24  | 38,5 | 43,1% | 38,6% | 86,3% | 3,3 | 2,6 | 0,9 | 0,1 | 16,1 |
| 2011  | Celtics | 9   | 9   | 40,1 | 52,3% | 57,1% | 96,0% | 3,8 | 2,4 | 1,2 | 0,1 | 18,9 |
| 2012  | Celtics | 18  | 10  | 34,2 | 39,5% | 30,4% | 71,1% | 4,1 | 1,0 | 0,9 | 0,1 | 10,7 |
| 2013  | Heat    | 23  | 0   | 24,9 | 43,0% | 40,6% | 87,0% | 2,8 | 1,3 | 0,5 | 0,1 | 10,2 |
| 2014  | Heat    | 20  | 1   | 26,4 | 41,3% | 38,8% | 91,9% | 3,4 | 1,6 | 0,7 | 0,2 | 9,3  |
| Razem |         | 171 | 121 | 35,5 | 44,3% | 40,1% | 88,3% | 3,8 | 2,6 | 1,0 | 0,2 | 16,1 |